# Kellermüller & Hofmann

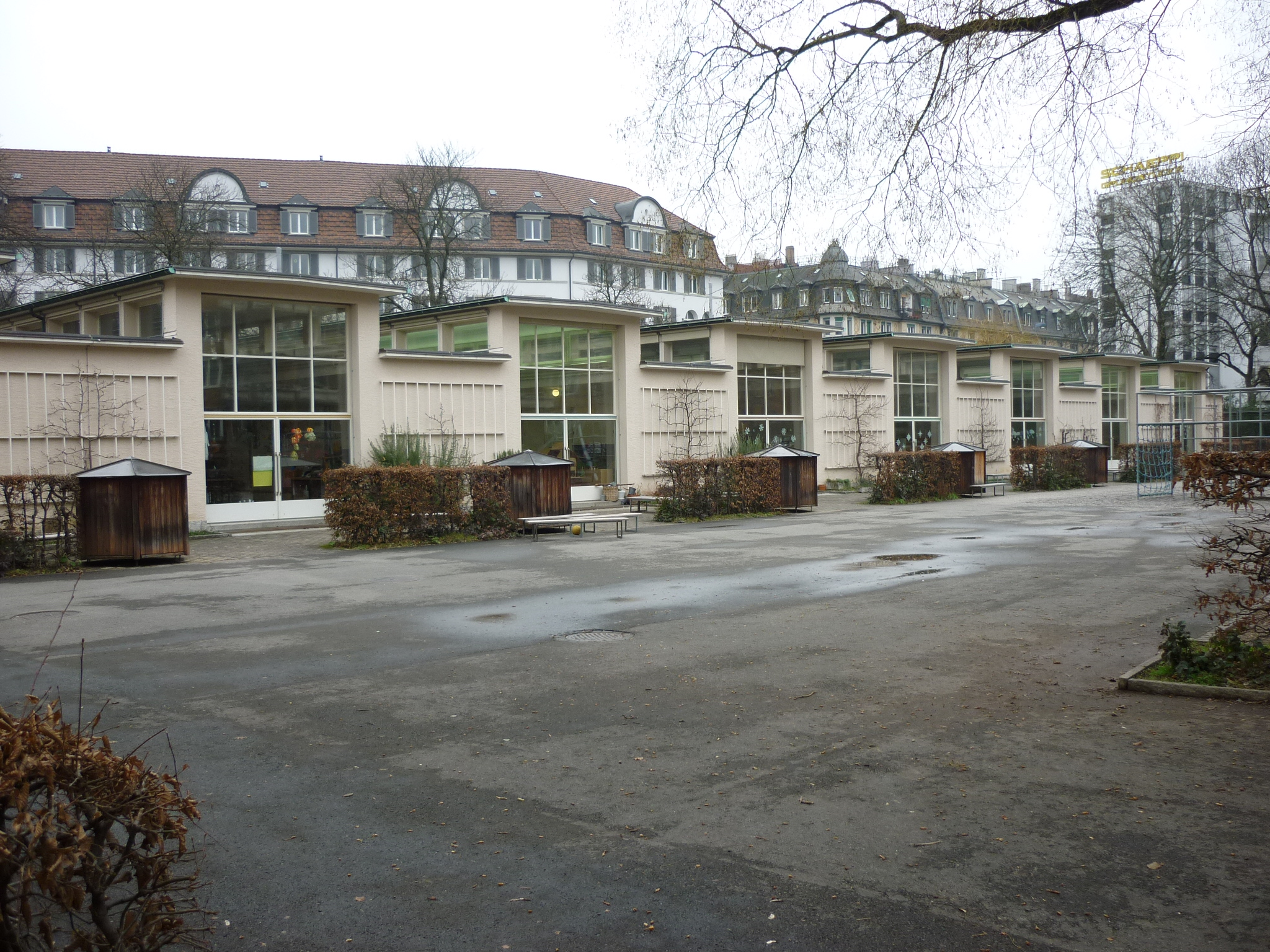
Kindergartenhaus Wiedikon, Südseite

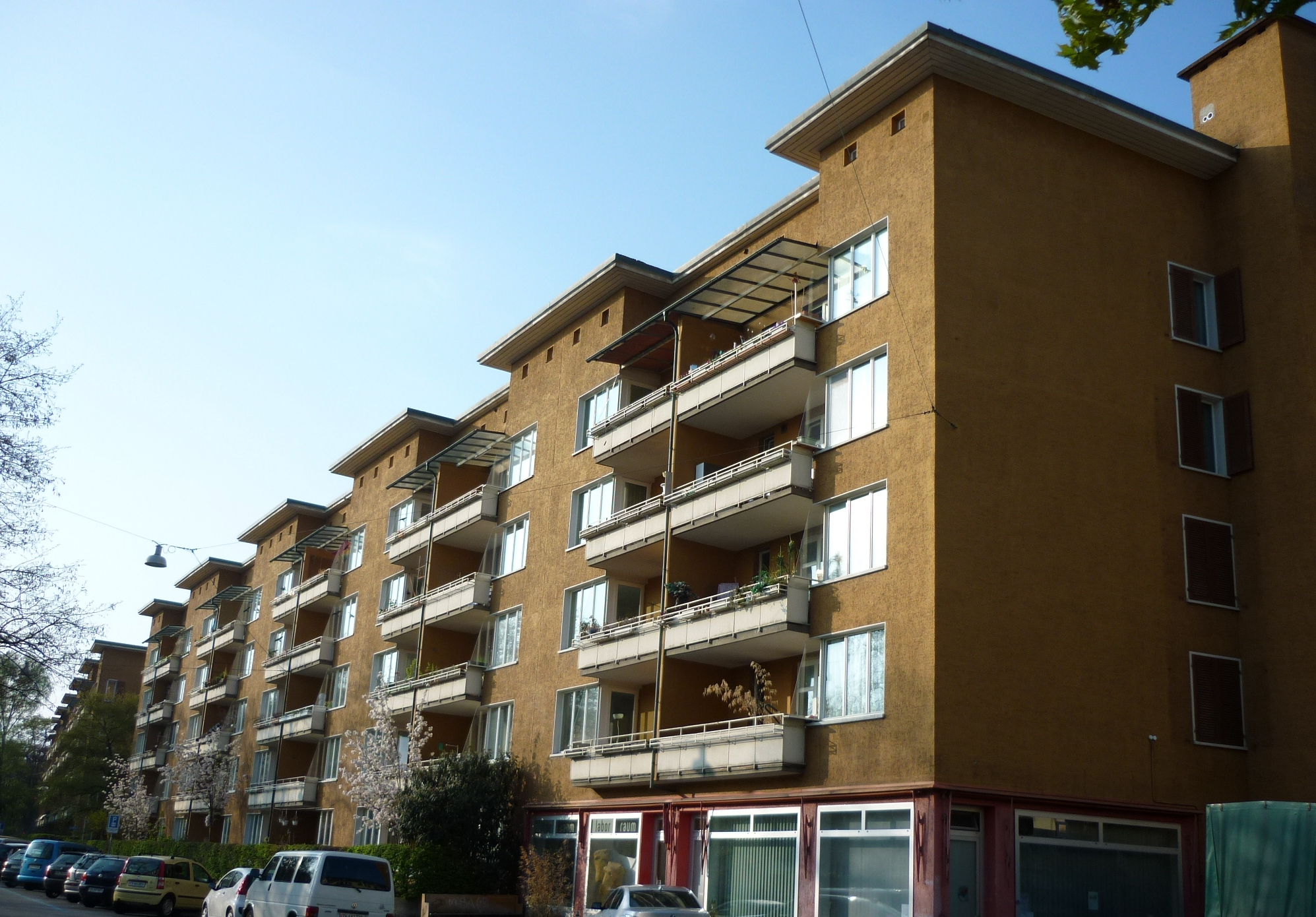
Wohnhaus der Allgemeinen Baugenossenschaft Zürich Zurlindenstrasse, erbaut 1932

Kellermüller & Hofmann war ein Schweizer Architekturbüro der 1920er und 30er Jahre mit Sitz in Winterthur, das vor allem im Wohnungsbau, im Musterbau auf Bauausstellungen und im Siedlungsbau international Beachtung fand. Partner waren der aus Zürich stammende Hans Hofmann (1897–1957) und der Winterthurer Adolf Kellermüller (1895–1981).
Nachdem die Architekten einige Jahre eigene Büros oder mit wechselnden Architekten zusammengearbeitet hatten, gründeten sie 1928 die Partnerschaft und das gemeinsame Büro, das im Wesentlichen bis 1941 bestand, als Hans Hofmann einen Ruf an die ETH Zürich erhielt und mehrere Jahre nicht baute. 1952 wurde es endgültig aufgelöst. Es erwarb sich mit der Planung zweier Wohnsiedlungen schnell einen Namen hinsichtlich des Bauens für das Existenzminimum bzw. das genossenschaftliche Bauen: Die Siedlung Stadtrain in Winterthur, zweigeschossige Laubenganghäuser in Zeilenbauweise, und Kreuzreihenhäuser der Heimstättengenossenschaft Winterthur. Beide Projekte wurden damals als unkonventionelle Wohnhaustypen zur möglichsten Kostenersparnis bei gleichzeitig gut nutzbaren Grundrissen wahrgenommen.

## Werke
Gemeinsame Werke des Büros, zu den Einzelwerken siehe die Biografien der Partner
- Siedlung Stadtrain, Winterthur, 1928–1943
- Laubenganghaus, Siedlung Eglisee, Wohnungsbauausstellung Basel (WOBA), 1930
- Kreuzreihenhäuser der Heimstättengenossenschaft, Winterthur 1929–1931
- Kindergartenhaus Wiedikon und Mietshäuser ABZ Zurlindenstrasse, Zürich, 1931–1932
- Wohnkolonie Waidfussweg, Zürich, 1934–1936
- Volkshaus, Winterthur, 1937–1938
- First Church of Christ Scientist, Zürich, 1937–1938
- Gewerbeschule, Winterthur, 1948–1949